# Double Tap (Schusstechnik)
Ein Double Tap ist eine Schießtechnik von Handfeuerwaffen, bei der kurz hintereinander zwei Mal geschossen wird und das Ziel beziehungsweise die Person an der gleichen Stelle getroffen wird. Es wird langsamer geschossen als beim Hammer. Auch wird der Double Tap bei größerer Entfernung als der Hammer angewandt. Nachteilig kann sein, dass dem Ziel bei zwei Treffern an der gleichen Stelle eventuell keine wesentlichen Verletzungen zugefügt werden, falls man keine Organe trifft, sodass die angeschossene Person weiter angreifen kann. Double Tap wird zum Beispiel bei der US Army im Close Quarters Combat trainiert. Auch das FBI oder das Rhodesische Militär trainierten Double Taps. Es wird gesagt, dass die beiden britischen Polizisten William Ewart Fairbairn und Eric Anthony Sykes Double Tap in den 1930er in Schanghai entwickelten.
In der Forensik werden Double Taps sehr selten vorgefunden. Die zwei Eintrittswunden sind etwa 2,5 bis 5 cm voneinander entfernt. Demgegenüber können die Austrittswunden deutlich voneinander abweichen. Der Double Tap ist vom Piggyback-Projektil oder Tandem-Projektil zu unterscheiden, bei denen ein Projektil, oft verursacht durch mangelndes Entzünden der Treibladung, im Lauf verbleibt und bei der zweiten Schussabgabe mit verschossen wird. Jedoch ist die Differenzierung dieser Fälle schwierig, da sich die Charakteristika ähneln.